# Mission (Texas)
Mission es una ciudad ubicada en el condado de Hidalgo en el estado estadounidense de Texas. En el Censo de 2010 tenía una población de 77.058 habitantes y una densidad poblacional de 873,55 personas por km².

## Geografía
Según la Oficina del Censo de los Estados Unidos, Mission tiene una superficie total de 88.21 km², de la cual 88.04 km² corresponden a tierra firme y (0.2%) 0.17 km² es agua.

## Demografía
Según el censo de 2010, había 77.058 personas residiendo en Mission. La densidad de población era de 873,55 hab./km². De los 77.058 habitantes, Mission estaba compuesto por el 88.62% blancos, el 0.68% eran afroamericanos, el 0.34% eran amerindios, el 1.54% eran asiáticos, el 0.02% eran isleños del Pacífico, el 7.43% eran de otras razas y el 1.37% pertenecían a dos o más razas. Del total de la población el 85.41% eran hispanos o latinos de cualquier raza.

### Educación
El Distrito Escolar Independiente Consolidado de Mission sirve a la mayoría de la ciudad, y el Distrito Escolar Independiente de La Joya y el Distrito Escolar Independiente de Sharyland sirve a otras partes de la ciudad.
Mission CISD gestiona la Escuela Preparatoria de Mission y la Escuela Preparatoria Veterans Memorial. La Escuela Preparatoria Sharyland y la Escuela Preparatoria Sharyland Pioneer sirven a la parte de Mission en Sharyland. La Escuela Preparatoria Palmview sirve a la parte de Mission en LJISD.

## Ciudades hermanas
La ciudad de Mission tiene Hermanamientos con las siguientes ciudades
- Puerto Vallarta, México
- Salinas Victoria, México
- Autlán de Navarro, México
- Axochiapan, México
- Ciudad Ayala, México
- Casimiro Castillo. México
- Villa del Carbón, México
- Monclova, México
- Linares, México
- Puente de Ixtla, Morelos:[10]
- Ocuituco, Morelos:[11]
- Valle Hermoso, México[12]
- Salinas Victoria, México[12]
- Allende, México[12]
- Cadereyta Jiménez, México[12]
- General Terán, México[13]
- Cancún, México